# 희망도서관 (양주시)
희망도서관은 경기도 양주시에 있는 도서관이다.

## 연혁
- 2015년 3월 26일 개관

## 이용 안내
이용 시간
- 어린이자료실: 매일 09:00 ~ 18:00
- 일반자료실: 매일 09:00 ~ 22:00 / 주말 09:00 ~ 18:00
- 학습실: 매일 09:00 ~ 23:00

휴관일
- 매주 월요일
- 법정공휴일